# India ai Giochi della II Olimpiade
L'India partecipò ai Giochi della II Olimpiade di Parigi dal 14 maggio al 28 ottobre 1900. L'unico atleta proveniente dal paese asiatico fu Norman Pritchard che conquistò due medaglie d'argento nell'atletica leggera. Nonostante la IAAF consideri Pritchard britannico, sia gli storici delle Olimpiadi moderne sia il CIO assegnano i successi di Pritchard all'India.

## Medaglie

### Medagliere per discipline
| Sport            | Oro | Argento | Bronzo | Totale |
| ---------------- | --- | ------- | ------ | ------ |
| Atletica leggera | 0   | 2       | 0      | 2      |
| Totale           | 0   | 2       | 0      | 2      |

### Medaglie d'argento
| Medaglia | Nome             | Sport            | Evento             |
| -------- | ---------------- | ---------------- | ------------------ |
| Argento  | Norman Pritchard | Atletica leggera | 200 m              |
| Argento  | Norman Pritchard | Atletica leggera | 200 metri ostacoli |

## Atletica leggera
| Evento             | Pos. | Atleta           | Batteria                    | Semifinali                   | Ripescaggio        | Finale         |
| ------------------ | ---- | ---------------- | --------------------------- | ---------------------------- | ------------------ | -------------- |
|                    |      |                  |                             |                              |                    |                |
| 60 metri           | —    | Norman Pritchard | Sconosciuto 3°, batteria 1  | -                            | -                  | Eliminato      |
|                    |      |                  |                             |                              |                    |                |
| 100 metri          | —    | Norman Pritchard | 11,4 secondi 1°, batteria 5 | Sconosciuto 3°, semifinale 3 | Sconosciuto 2°     | Eliminato      |
|                    |      |                  |                             |                              |                    |                |
| 200 metri          | 2°   | Norman Pritchard | Sconosciuto 2°, batteria 1  | -                            | -                  | 22,8 secondi   |
|                    |      |                  |                             |                              |                    |                |
| 110 metri ostacoli | 5°   | Norman Pritchard | 16,6 secondi 1°, batteria 2 | -                            | Avanza alla finale | Non completata |
|                    |      |                  |                             |                              |                    |                |
| 200 metri ostacoli | 2°   | Norman Pritchard | 26,8 secondi 1°, batteria 2 | -                            | -                  | 26,6 secondi   |
|                    |      |                  |                             |                              |                    |                |